# Физический уровень
Физический слой (англ. physical layer), или физический уровень, — первый уровень сетевой модели OSI. Это нижний уровень модели OSI — физическая и электрическая среда для передачи данных. Физический уровень описывает способы передачи бит (а не пакетов данных) через физические среды линий связи, соединяющие сетевые устройства. На этом уровне описываются параметры сигналов, такие как амплитуда, частота, фаза, используемая модуляция, манипуляция. Решаются вопросы, связанные с синхронизацией, избавлением от помех, скоростью передачи данных.
Если посмотреть с той точки зрения, что сеть включает в себя оборудование и программы, контролирующие оборудование, то здесь физический слой будет относиться именно к первой части определения.
Этот уровень, так же как канальный и сетевой, является сетезависимым.

## Единица измерения
Единица измерения, используемая на этом слое — бит, то есть физический уровень осуществляет передачу потока битов по соответствующей физической среде через соответствующий интерфейс.

## Технические средства
- Кабель (коаксиальный, витая пара, оптоволоконный, беспроводная среда)
- Разъем (к примеру: 8P8C)
- Коммутационная панель
- Плинт
- Повторитель сигналов
- Многопортовые повторители или концентраторы
- Преобразователи среды или медиаконвертеры (transceiver)
- MAU (Media Access Unit)
- Сетевой адаптер (NIC) — он также задействован и на канальном уровне
- PHY

## Стандарты
Такие сетевые стандарты как 100BASE-T или 1000BASE-X базируются на физическом слое.
- Число 100 в 100BASE-T означает 100 Мегабит (100000000 бит), а 1000 в 1000BASE-X, соответственно, означает Гигабит.
- Слово «BASE» — это сокращение от baseband.
- Аббревиатура «T» — это обозначение кабеля витая пара.

Набор стандартов IEEE 802.3, определяющих канальный и физический уровень в проводной сети Ethernet, как правило, реализуется в локальных сетях (LAN), а в некоторых случаях — и в глобальных (WAN).